# 2017년 7월 규슈 북부 호우

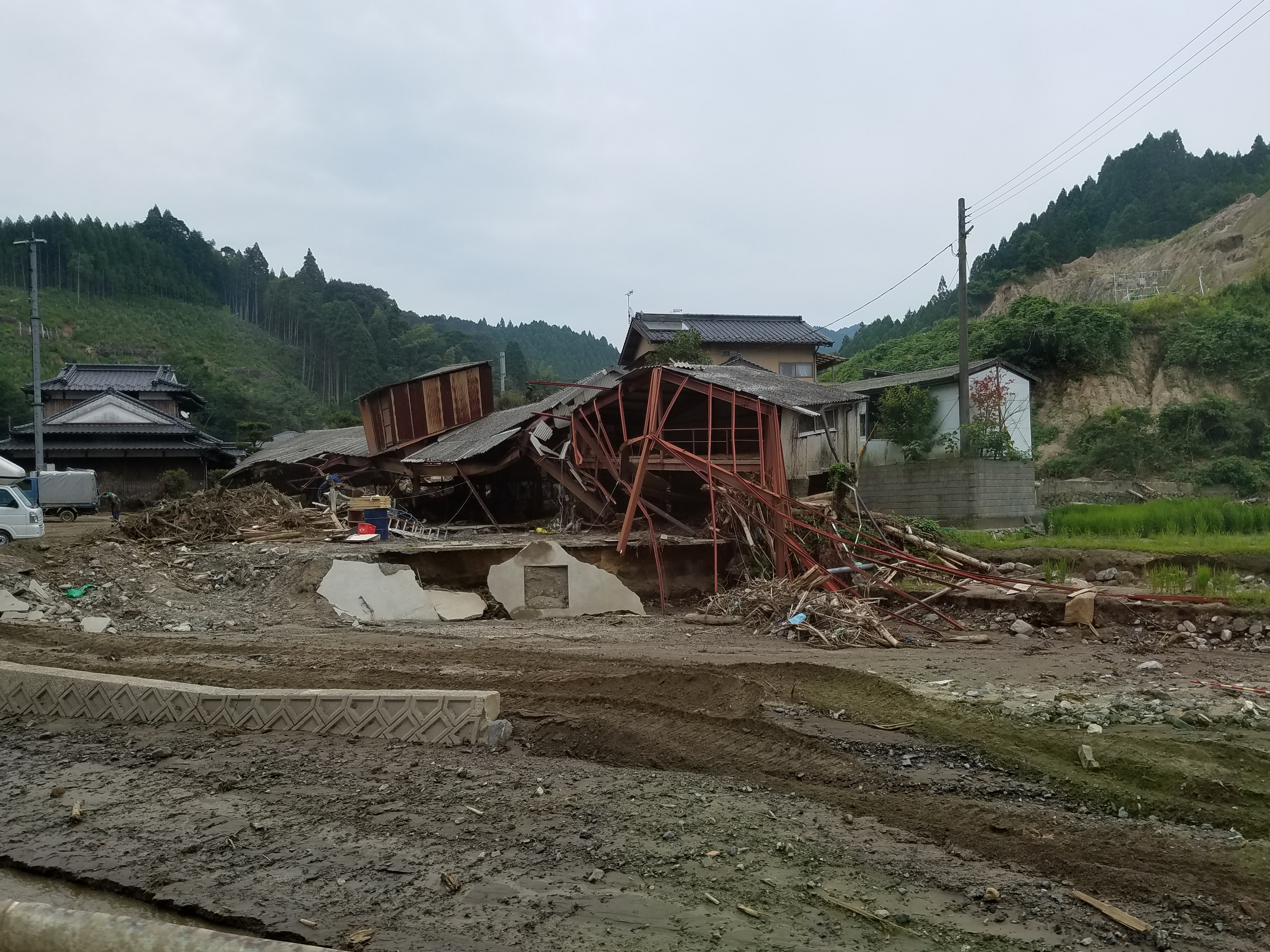
2017년 7월 규슈 북부 호우의 피해 (후쿠오카현 아사쿠라시)

2017년 7월 5일의 큐슈 북부의 강우량

2017년 7월 규슈 북부 호우(일본어: 平成29年7月九州北部豪雨)는 2017년 7월 5일〜6일에, 장마전선과 태풍 난마돌의 영향으로 일본의 규슈 북부에서 발생한 호우재해이다. 일부 지역에서는 총 강우량이 약600mm에 달하는 기록적인 폭우가되었다. 이 호우로 산사태나 하천의 범람 등이 발생하여 큰 피해가 나왔다. 2018년 11월까지 후쿠오카현과 오이타현에서 총 42명의 사망이 확인되었다.